# Gens Antonia
De gens Antonia was een belangrijke plebeïsche familie. Hun nomen gentile was Antonius (vrouwelijk: Antonia). De familie beweerde af te stammen van Anton, de zoon van de Griekse halfgod Hercules. Vrouwen in de familie droegen de naam Antonia, in overeenstemming met de Romeinse naamgevingsconventies. De Antonii leverden enkele invloedrijke Romeinse generaals en politici.

## Bekende leden van degens Antonia
- Marcus Antonius Orator, consul in 99 v.Chr., censor in 97 v.Chr.
  - Marcus Antonius Creticus, praetor in 74 v.Chr.
    - Marcus Antonius, consul in 44 en 34 v.Chr., bondgenoot van Julius Caesar, lid van het Tweede Triumviraat en daarna vijand van Octavianus.
      - Antonia, dochter van Marcus Antonius en Antonia Minor
      - Marcus Antonius Antyllus, geëxecuteerd door Octavianus.
      - Jullus Antonius, consul in 10 v.Chr. en poëet.
      - Antonia maior, trouwde met Lucius Domitius Ahenobarbus, consul in 16 v.Chr. Ze was de grootmoeder van keizer Nero.
      - Antonia minor, trouwde met Nero Claudius Drusus, consul in 9 v.Chr. en broer van keizer Tiberius. Ze was de moeder van keizer Claudius, grootmoeder van keizer Caligula en overgrootmoeder van keizer Nero.
      - Alexander Helios, zoon van Marcus Antonius met Cleopatra VII.
      - Cleopatra Selene II, dochter van Marcus Antonius met Cleopatra VII, trouwde met koning Juba II van Numidië.
      - Ptolemaeus Philadelphus, zoon van Marcus Antonius met Cleopatra VII.

    - Gaius Antonius, praetor in 44 v.Chr.
    - Lucius Antonius, consul in 41 v.Chr.

  - Gaius Antonius Hybrida, consul in 63 v.Chr.
    - Antonia Maior, trouwde met Gaius Caninius Gallus.
    - Antonia Minor, trouwde met haar neef Marcus Antonius, later gescheiden wegens ontrouw.

De keizers Gordianus I, Gordianus II and Gordianus III waren ook lid van de gens Antonia, maar ze waren niet direct verwant aan de hierboven genoemde personen uit de tijd van de Republiek. 